# 197
Cette page concerne l'année 197  du calendrier julien. Pour l'année 197 av. J.-C., voir 197 av. J.-C. Pour le nombre 197, voir 197 (nombre).
L'année 197 est une année commune qui commence un samedi.

## Événements
- Janvier : Septime Sévère entre en Gaule par l'est après avoir traversé la Germanie supérieure ; Clodius Albinus l'attend à Lugdunum. Son avant-garde est battue à Tinurtium (Tournus) et se replie sur Lyon[1].

- 17 février[1] ou 19 février : Septime Sévère bat Clodius Albinus à la bataille de Lugdunum ; grâce à cette victoire sur son dernier rival, il parvient à restaurer l'unité de l'Empire romain. Lyon, qui avait embrassé la cause de Clodius Albinus, est mise à sac. Clodius Albinus se suicide[3]. La Bretagne est partagée en deux provinces, Bretagne inférieure et Bretagne supérieure[4].
- 9 juin : Septime Sévère est de retour à Rome où il confronte les partisans d'Albinus devant le Sénat. Soixante-quatre sénateurs sont dénoncés comme complices de Clodius Albinus et vingt-neuf sont mis à morts[5].
- Juin-juillet : Septime Sévère retourne en Orient pour continuer sa campagne contre les Parthes (197-202). Dès son arrivée en Syrie, il avance sur Nisibe et lève le siège de la ville entrepris par Vologèse V[3].
- Automne : Septime Sévère reprend Babylone désertée, puis Séleucie du Tigre et la capitale des Parthes Ctésiphon[3].

- L’évêque de Rome Victor menace d’excommunier les quartodécimans pour régler la querelle pascale. Une lettre d’Irénée de Lyon l’incite à la modération[6].

## Naissances en 197
- Deng Ai, général chinois.

## Décès en 197
- 19 février : Clodius Albinus.